# 无声婚礼
《无声婚礼》（英语：Silent Wedding，罗马尼亚语：Nunta muta）是一部2008年罗马尼亚电影。导演是霍拉蒂乌·马拉埃雷，是他导演的首部劇情長片。
影片以似乎荒诞而超现实的形式刻画了一段以欢笑包装下的悲剧故事，向观众控诉了吃人的共产极权制度。

## 剧情
故事发生于1953年，一对青年男女玛拉和颜古要在3月9日举行婚礼，可是苏联最高领袖斯大林刚好在婚礼的前夜去世，而苏联当局决定举行7天的国家哀悼活动，并禁止一切集会与娱乐活动，因此派驻当地的苏联政治指导员要求立即取消正在进行中的婚礼。而村民们为了继续举行下去，不得不在晚上悄悄无声地举办婚宴。

## 角色
- 亚历山德鲁·波托赛昂
- 吕明妮塔·杰尔吉乌
- Vasile Albinet
- Doru Ana
- Ioana Anastasia Anton
- Tamara Buciuceanu
- Marius Chivu
- Dan Condurache
- Mihai Constantin
- Dana Dogaru
- Tudorel Filimon
- George Ivascu
- George Mihaita
- 奥维度·尼库勒斯库
- Serban Pavlu

## 奖项
获得羅馬尼亞奧斯卡Gopo獎八項提名
- 最佳編劇
- 最佳男主角
- 最佳女主角
- 最佳攝影
- 最佳剪接
- 最佳視覺效果
- 最佳服裝設計
- 最佳造型設計